# Anatrachyntis simplex
Anatrachyntis simplex is een vlinder uit de familie prachtmotten (Cosmopterigidae). De wetenschappelijke naam is voor het eerst geldig gepubliceerd in 1891 door Walsingham.
De soort komt voor in Europa.